# جان ای. اگنیو
جان اِی. اگنیو (انگلیسی: John A. Agnew؛ زادهٔ ۲۹ اوت ۱۹۴۹) دانشمند در زمینه جغرافیای سیاسی اهل ایالات متحده آمریکا است.
وی همچنین برندهٔ جوایزی همچون کمک‌هزینه گوگنهایم شده‌است.